# 想い出にかわるまで (曲)
『想い出にかわるまで』（おもいでにかわるまで）はスターダストレビュー6枚目のシングル。1985年1月25日に発売された。

## 収録曲
全曲編曲：スターダストレビュー
1. 想い出にかわるまで
作詞・作曲：三谷泰弘
2. FARAWAY
作詞：林紀勝　作曲：根本要/三谷泰弘